# Heptaxodontidae
A Heptaxodontidae az emlősök (Mammalia) osztályába és a rágcsálók (Rodentia) rendjébe tartozó fosszilis család.

## Tudnivalók
A Heptaxodontidae család nagy testű rágcsálókból állt. Az állatokat fosszilis- és szubfosszilis kövületekből ismerünk. Ezek a rágcsálók a Karib-térségben éltek. Az Amblyrhiza inundata nevű faj 50-200 kilogrammos is lehetett, nagyobb mint egy vízidisznó (Hydrochoerus hydrochaeris), de jóval kisebb, mint a Josephoartigasia monesi. A Heptaxodontidae-fajok valószínűleg akkor is éltek, amikor az első emberek megérkeztek a térségbe. Lehet, hogy a családba tartozó állatok parafiletikus csoportot alkotnak. A tudósok szerint a Quemisia gravis nevű faj, még létezett amikor a spanyolok eljutottak ezekre a szigetekre. A legközelebbi rokonaik, a hutiák (Capromyidae) még most is léteznek a Karib-térség szigetein.

## Rendszerezés
A családba 2 alcsalád, 5 nem és 5 kihalt faj tartozik:
- Heptaxodontinae Anthony, 1917
  - Amblyrhiza Cope, 1868
    - Amblyrhiza inundata Cope, 1868 - Anguilla és Szent Márton-sziget

  - Elasmodontomys Anthony, 1916
    - Elasmodontomys obliquus Anthony, 1916 - Puerto Rico

  - Quemisia Miller, 1929
    - Quemisia gravis Miller, 1929 - Hispaniola

  - Xaymaca
    - Xaymaca fulvopulvis - Jamaica
- Clidomyinae Woods, 1989
  - Clidomys Anthony, 1920
    - Clidomys osborni Anthony, 1920 - Jamaica - szinonimája: Clidomys parvus; korábban a Clidomys parvust korábban külön fajnak tekintették, de az utóbbi vizsgálatok után, a tudósok rájöttek, hogy fiatal Clidomys osbornikról van szó[1][2]

### Fordítás
- Ez a szócikk részben vagy egészben  a   Giant hutia című angol Wikipédia-szócikk fordításán alapul.  Az eredeti cikk szerkesztőit annak laptörténete sorolja fel. Ez a jelzés csupán a megfogalmazás eredetét és a szerzői jogokat jelzi, nem szolgál a cikkben szereplő információk forrásmegjelöléseként.